# Бирючья Коса
Бирю́чья Коса́ (калм. Шарпхé, по другим источникам Шарцхé) — село в Лиманском районе Астраханской области России, административный центр упразднённого Бирючекосинского сельсовета. В разговорной речи жителей чаще используется упрощëнное наименование села — Биркосá
Население - 1005 (2011)

## История
По официальным данным до 30-х годов 19 века остров Бирючья Коса был необитаем. По другим данным село как коммуна ссыльных возникло ещё в 1703 году. Находясь у самых ворот в Каспий, через остров проходили все грузы, ввозимые в Астрахань из Персии, Средней Азии и Кавказа. Первое название острову было дано проживающими в Астраханских степях калмыками — "Шарпхе", что означает "Жëлтый шар". Под словом "шар" здесь подразумевается "солнце", так как остров был покрыт песками и напоминал солнечные лучи. Мимо острова проходил и Степан Разин (1669—1701 гг.) во времена персидских походов. В таких походах больные и раненые казаки часто оставлялись в местечке, которое в будущем назвали Бирючьей Косой. Люди стали жить на высоком бугре, в норах. Многие из больных поправились и остались насовсем. За обособленный быт чужаков окрестили «бирючами» (бирюками). Под таким названием и образовалось село.
В 1830 году остров был передан из ведомства Калмыцкого управления в Министерство внутренних дел. Здесь расположились карантинная служба, таможенная застава и брандвахта. К 1832 году остров преобразился. На вершине бугра был воздвигнут небольшой храм Василия Великого. На крепком красноватом суглинке выросли большие каменные и деревянные дома и здания. По проекту Карла Депедри в начале 1840-х годов здесь был выстроен комплекс зданий Центрального карантина.
Согласно Списку населённых мест Астраханской губернии в 1859 году в селе Бирючья Коса (центральный карантин) имелось 34 двора, церковь, телеграф, брандвахта, однако постоянно проживало всего 25 душ мужского и 27 женского пола
17 декабря 1862 года (по старому стилю) карантин был упразднен, здания проданы с торгов, чиновники отозваны, воинские части расформированы. Часть здания превратили в госпитали для раненных солдат, через остров осуществлялся переброс войск. Часть солдат оставалась жить в селе.
В 1889 году в селе начали функционировать телеграф и почта, в 1902 году открылась 2-х этажная сельская больница. В 1904 году была образована Бирючекосинская волость Астраханского уезда. Она состояла из 7 поселков: Бирючья Коса, Рынок, Вахромеево, Воскресеновка, Лагань и Разбугорье.
В ноябре 1917 года в старинном рыбацком селе была установлена Советская власть. В 1930 году был образован колхоз "Ленинский Путь". Краткий промежуток времени с 1925 по 1927 годы село являлось центром Бирючекосинского района.
C 1928 года в составе Икрянинского района Астраханского межрайона Нижне-Волжского края (с 1934 года - Сталинградского края), с 1937 года Астраханского округа Сталинградской области. В 1944 году включено в состав Каспийского района Астраханской области. В 1956 году передано в состав Лиманского района. В 1963 году вновь включено в состав Икрянинского района. С 1965 года и по настоящее время в составе Лиманского района Астраханской области.

## Физико-географическая характеристика
Село расположено на юго-востоке Лиманского района, в пределах Прикаспийской низменности, являющейся частью Восточно-Европейской равнины, в 3 км от правого берега реки Бахтемир (Главный рукав), на высоте около 24 метров ниже уровня мирового океана. Для рассматриваемой территории характерен ильменно-бугровой ландшафт, представленный урочищами бэровских бугров и межбугровых понижений. Часть территории заболочена. К юго-западу от села расположен ильмень Сайгачий, к северу ильмень Забурунный. Почвы - лугово-болотные солончаковые и солонцеватые
Расстояние до столицы Астраханской области города Астрахани составляет 136 км (по трассе E119), до районного центра посёлка Лиман - 39 км.
Климат
Климат резко континентальный, крайне засушливый (согласно классификации климатов Кёппена-Гейгера - семиаридный (индекс BSk)). Среднегодовая температура воздуха положительная и составляет + 10,4 °C, средняя температура самого холодного месяца января - 4,6 °С, самого жаркого месяца июля + 25,1 °С. Расчётная многолетняя норма осадков - 228 мм, наименьшее количество осадков выпадает в феврале (12 мм), наибольшее в июне (26 мм). 
Часовой пояс
Бирючья Коса, как и вся Астраханская область, находится в часовой зоне МСК+1. Смещение применяемого времени относительно UTC составляет +4:00.

## Население
| 1859 | 1900 | 1905 | 1914 |
| ---- | ---- | ---- | ---- |
| 52   | 1119 | 859  | 1156 |

| 2002 | 2009  | 2010 | 2011  |
| ---- | ----- | ---- | ----- |
| 1111 | ↘1008 | ↘945 | ↗1005 |

Подавляющее большинство населения села составляют русские (93%).

## Русский Православный Храм
Храм во имя Василия Великого был построен в 1892 году и был разрушен в 1918 году. В 2003 году односельчанин Пушкинский Василий Юрьевич построил и благоукрасил, радением и участием. Получив благословение астраханец Старков Валерий Владимирович принял участие в изготовлении , а также в установлении памятной таблички. В честь самого земляка Василия Юрьевича Пушкинского. 14 января 2025 г. проходило богослужение в честь святителя Василия Великого и одновременно торжественное открытие памятной таблички, где Отец Алексей торжественно осветил. Во время торжественной части присутствовали: односельчане, прихожане с города Астрахани и Астраханской области.